# NationX
NationX var en dansk hjemmeside, som primært henvendte sig til børn og unge i alderen 12-25 år. 
NationX blev officielt åbnet den 11. november 2003 og har pr. 1. oktober 2006 over 75.000 medlemmer og var Danmarks næststørste chatside af sin slags. I 2015 var der kun  1.300 brugere, og er siden lukket. 